# Pelosia obtusa
Pelosia obtusa là một loài bướm đêm thuộc phân họ Arctiinae, họ Erebidae.